# アメリカFC (ミナスジェライス州)
アメリカFC (ポルトガル語: América Futebol Clube) 、通称アメリカ・ミネイロ (América Mineiro) は、ブラジル・ミナスジェライス州ベロオリゾンテをホームタウンとする、カンピオナート・ブラジレイロ（ブラジルリーグ）に加盟するプロサッカークラブ。ブラジルには同名のクラブが複数存在するため、アメリカ・ミネイロと呼ばれている。またミナスジェライス州の略称を表す「MG」を付けてアメリカ-MG (América-MG) と表記されることがある。テレビ中継等で使われる3文字の略称は「AMG」である。
ミナスジェライス州においてはアトレチコ・ミネイロ、クルゼイロECに次ぐ強豪クラブである。
チームの愛称・マスコットは緑色のウサギ（Coelho）である。

## 歴史
1912年4月30日、地元ベロオリゾンテの少年グループにより、アメリカFBC (América Foot-Ball Club) が設立された。
1913年、ミナスジェライスFC (Minas Gerais Futebol Clube) との合併により、現在のアメリカFC (América Futebol Clube) となり、
クラブカラーも緑・白・黒の3色となった。
1933年、ブラジルサッカーのプロ化に抗議する形で、クラブカラーを赤と白に変更した（1943年に緑・白・黒に戻す）。
1948年、カンピオナート・ミネイロ（ミナスジェライス州選手権）で優勝し、プロ化されてから初のタイトルを獲得した。

## タイトル

### 国内タイトル
- カンピオナート・ブラジレイロ・セリエB : 1回
  - 1997
- カンピオナート・ブラジレイロ・セリエC : 1回
  - 2009
- コパ・スル＝ミナス：1回
  - 2000
- カンピオナート・ミネイロ : 16回
  - 1916, 1917, 1918, 1919, 1920, 1921, 1922, 1923, 1924, 1925, 1948, 1957, 1971, 1993, 2001,
2016
- カンピオナート・ミネイロ・モドゥーロII : 1回
  - 2008
- タッサ・ミナスジェライス（ポルトガル語版）: 3回
  - 2005

### 国際タイトル
なし

## 過去の成績
| セリエA優勝 | セリエA準優勝 | 上位リーグ昇格 | 下位リーグ降格 |
| シーズン | リーグ  | 順位     | 勝点     | 試合数   | 勝       | 分       | 敗       | 得点     | 失点     |
| -------- | ------- | -------- | -------- | -------- | -------- | -------- | -------- | -------- | -------- |
| 2007     | セリエC | 参戦せず | 参戦せず | 参戦せず | 参戦せず | 参戦せず | 参戦せず | 参戦せず | 参戦せず |
| 2008     | セリエC | 20位     | 18       | 12       | 5        | 3        | 4        | 13       | 8        |
| 2009     | セリエC | 1位      | 29       | 14       | 9        | 2        | 3        | 22       | 11       |
| 2010     | セリエB | 4位      | 63       | 38       | 19       | 6        | 13       | 56       | 42       |
| 2011     | セリエA | 19位     | 37       | 38       | 8        | 13       | 17       | 51       | 69       |
| 2012     | セリエB | 8位      | 55       | 38       | 16       | 7        | 15       | 63       | 58       |
| 2013     | セリエB | 9位      | 57       | 38       | 14       | 15       | 9        | 51       | 42       |
| 2014     | セリエB | 5位      | 61       | 38       | 20       | 7        | 11       | 59       | 39       |
| 2015     | セリエB | 4位      | 65       | 38       | 19       | 8        | 11       | 55       | 39       |
| 2016     | セリエA | 20位     | 28       | 38       | 7        | 7        | 24       | 23       | 58       |
| 2017     | セリエB |          |          |          |          |          |          |          |          |

## 歴代監督
- ジヴァニウド・オリヴェイラ 1997-1998, 2009, 2011-2012, 2014-2016
- カルロス・アルベルト・シルバ 2004
- ピンタード 2005

- アレモン 2008
- マルコ・アウレリオ 2010
- シーラス 2013-2014

## 歴代所属選手

### DF
- 中澤佑二 1996-1997

- エウシーニョ 2013-2014

### MF
- トニーニョ・セレーゾ 1996
- ジウベルト・シウバ 1997-2000

- シーラス 2001-2002
- ウェリントン 2008

### FW
- トスタン 1962-1963
- エデル 1975-1977
- エウレル 1988-1993
- アレックス・ミネイロ 1995-1996

- ロブソン 1998
- フレッジ 2002-2004
- ケンペス 2011
- オビナ 2014